# Skrotfrag Arena
Skrotfrag Arena – stadion żużlowy w Målilli, w Szwecji. Został otwarty 29 czerwca 1993 roku. Może pomieścić 15 000 widzów. Użytkowany jest przez żużlowców klubu Dackarna Målilla. Długość toru żużlowego na stadionie wynosi 305 m. Obiekt posiada sztuczne oświetlenie o natężeniu 1000 luksów.
Żużlowcy drużyny Dackarna Målilla dawniej jeździli na starym Målilla Motorstadion, otwartym w 1935 roku. W związku z nadmiernym hałasem wywoływanym aktywnościami na stadionie, który sprawiał problemy mieszkańcom okolicznych budynków, w 1989 roku klub rozpoczął budowę nowego stadionu żużlowego, zlokalizowanego około kilometr na południe od starego obiektu, z dala od zabudowań, w otoczeniu wyłącznie lasu. Inuguracja nowej areny miała miejsce 29 czerwca 1993 roku. W 2000 roku wybudowano trybunę główną stadionu (najpierw na 2500 widzów, później powiększoną do 6500 widzów).
Początkowo obiekt znany był jako „Målilla Motorstadion”. W 2006 roku, po podpisaniu umowy sponsorskiej, nazwę zmieniono na „G&B Arena”. Od 2020 roku, po zmianie sponsora tytularnego, stadion nosi nazwę „Skrotfrag Arena”.
W 2005 roku na stadionie po raz pierwszy zorganizowano jedną z rund żużlowego Grand Prix (jako Grand Prix Skandynawii). Od tego czasu niemal co roku obiekt gości jedną z rund zawodów Grand Prix (w ramach Grand Prix Skandynawii bądź Grand Prix Szwecji). W 2012 roku obiekt był także gospodarzem finału Drużynowego Pucharu Świata. Ponadto na arenie organizowane były m.in. indywidualne mistrzostwa Szwecji.